# Аргус (реактор)
Аргус — исследовательский и промышленный гомогенный ядерный реактор на растворах солей. Основное назначение — наработка изотопов из продуктов деления урана, например молибдена-99.
Разработчик и изготовитель НПО «Красная Звезда». Единственный действующий реактор эксплуатируется в Курчатовском институте. На 2019 год ведется строительство и планируется строительство еще нескольких.

## История
Для целей анализа геологических образцов в СССР был разработан очень простой, дешевый, безопасный и компактный реактор. Планировалось построить целую сеть таких реакторов по всей стране. Однако успели построить только два реактора: первый референтный в Курчатовском институте в Москве, второй успели возвести в Душанбе (ныне Таджикистан). 
Реактор в Курчатовском институте запущен в 1981 году. В 2007 году проведены работы по продлению эксплуатационного ресурса. В 2014 году реактор переведен с высокообогащенного урана на низкообогащенный.
Реактор в Таджикистане был построен к моменту распада СССР но запущен не был. 14 января 2016 г. правительство Таджикистана одобрило программу восстановления и дальнейшего использования этого реактора. Реактор будет использоваться для получения изотопа Молибден-99 в медицинских целях. В 2017 году Росатом и АН РТ подписали Соглашение о сотрудничестве в области мирного использования атомной энергии. Предполагается что в рамках сотрудничества за 35 млн. USD к 2020 году будет восстановлен таджикский «Аргус».
Два реактора «Аргус-М» для наработки изотопов медицинского назначения предполагается возвести на площадке ФГУП «РФЯЦ-ВНИИЭФ» в Сарове (Нижегородская область, Россия). В 2017 и 2018 годах «Росатом» и администрация города провели общественные слушания по планам строительства. Рядом планируется построить крупный онкологический центр. На февраль 2019 года идет процесс получения государственной экологической экспертизы на эксплуатацию установки. Подготовлена площадка, коммуникации и вспомогательные сооружения. После получения экспертизы начнется строительство реакторного здания.
Разрабатываются планы строительства ректора «Аргус-М» в ЮАР, на площадке Южноафриканской корпорации по атомной энергии (NECSA) в г. Пелиндаба. В 2012 году состоялось подписание протокола о намерениях, а в 2016 году подписан договор на проектирование комплекса на базе растворного реактора. Реактор будет использоваться для получения изотопа Молибден-99 в медицинских целях. На 2017 год идут работы над проектом. Работу ведет АО «Государственный специализированный проектный институт» (входит в научный дивизион Росатома).

## Конструкция
Реактор представляет собой бак из нержавеющей стали, в который залито 22 литра водного раствора уранилсульфата UO2SО4. Циркуляция раствора естественная, рабочая температура ~ 80 °C. Общее содержание урана-235 около 2 кг. Бак охлаждается змеевиком, погруженным в топливный раствор. В активной зоне находятся три борных регулирующих стержня. Бак окружён графитовым отражателем нейтронов и помещён в бетонную защитную оболочку толщиной около метра. Для облучения образцов в реакторе имеется три канала: один по центру с флюенсом 1012 нейтронов/см*сек и два периферийных. Тепловыделение работающего реактора около 20 кВт.
Реактор снабжается системой улавливания кислорода и водорода, образующихся при радиолизе воды в активной зоне.
Вновь строящиеся версии реактора «Аргус-М» предполагают увеличение объема раствора до 28 литров, увеличение мощности до 50 кВт и использование низкообогащенного урана. Проектантом и изготовителем новой версии реактора выступает НПО «Красная Звезда» (подразделение Росатома).
Реактор позволяет применять топливо разного обогащения по урану-235. При использовании урана низкого обогащения повышают концентрацию урана в растворе. Обогащение российского реактора 90 %, для экспортных будет использоваться обогащение не выше 20 % для соблюдения международных соглашений. Перезагрузку топлива в экспортной версии реактора предполагается делать раз в 10 лет.

### Безопасность
Реактор саморегулируемый, обладает естественной безопасностью. При повышении температуры падает реактивность, поэтому при несанкционированном разогреве реактор глушит сам себя. Вода в растворе является замедлителем, поэтому при закипании раствора замедление нейтронов уменьшается и реактор глушится.
Тепловая мощность реактора 20 кВт. Остаточное тепловыделение непосредственно после глушения 1300 Вт, а через час падает до 300 Вт, что недостаточно для тепловых повреждений реактора даже при полной потере принудительного охлаждения. Из-за небольшой мощности выгорание ничтожно (за год непрерывной работы израсходуется 0,5 граммов урана), поэтому реактор может работать без перегрузки топлива десятки лет.
Для предотвращения выхода радиоактивности за пределы активной зоны внутри реактора поддерживается давление ниже атмосферного.
Санитарная зона реактора 50 метров.

## Применение

### Нейтронно-активационный анализ
При постройке реактор предполагалось использовать как источник нейтронов для нейтронно-активационного анализа геологических проб.

### Наработка изотопов
В 90-х годах спрос на химический анализ геологических проб упал и реактор стали использовать для других целей, например, для наработки искусственных радиоактивных изотопов. В первую очередь для наработки молибдена-99 в целях медицинской диагностики. Современный спрос на этот изотоп превышает 10 тыс. Ки в неделю.
Преимуществом растворных реакторов является теоретическая высокая эффективность по урану при наработке короткоживущих изотопов из осколков деления урана. В обычном гетерогенном реакторе наработка извлекаемых короткоживущих изотопов ведется в специальных мишенях. Уран мишени отделен от топлива реактора для технологического удобства. При этом наработанные в топливном уране короткоживущие изотопы не могут быть экономически эффективно извлечены и использованы. Более того, даже уран мишени используется только на доли процента по причине короткой кампании облучения при наработке короткоживущих целевых изотопов. В растворном же реакторе наработанный изотоп может извлекаться непрерывно из всего объёма активной зоны. Поэтому эффективность наработки изотопа в пересчёте на уран и мощность примерно на два порядка выше, чем в гетерогенных реакторах. Потому концепция растворных реакторов с непрерывным извлечением целевого изотопа непосредственно из топливного раствора позволяет получать значимые количества изотопов даже на маломощных реакторах с небольшой загрузкой урана. Поэтому возможности Аргуса по наработке короткоживущих изотопов из осколков деления урана примерно равны возможностям гетерогенного реактора мощностью десятки мегаватт. При этом цена строительства и эксплуатации такого реактора и радиохимического комплекса во много раз больше цены «Аргуса».
Основной проблемой является непрерывное извлечение целевого изотопа из высокоактивного раствора, загрязненного осколками деления. В настоящее время разработана технология извлечения из раствора молибдена-99 и стронция-89. Есть проект комплекса из двух гомогенных растворных реакторов мощностью по 50 кВт с годовой мощностью по производству 20 тыс. Ки молибдена-99 и 250 Ки стронция-89.